# アフゼリア属
アフゼリア属（Afzelia）はマメ科の属の一つである。クロンキスト体系ではジャケツイバラ科に分類されていた。分布は東南アジアとアフリカに見られるが、このうち主に西アフリカ産の3種と東アフリカ産の1種が有用材として知られる（参照: #利用）。属名はスウェーデンの医師・植物学者でリンネの弟子であったアーダム・アフセリウスにちなむ。

## 特徴
この属はアフゼリア・クアンゼンシス（Afzelia quanzensis）やチンダロ（A. rhomboidea）のように木質の果実に赤い仮種皮つきの黒い種子を含む木本が数種見られる。

## 利用
|  |
|  |

アフゼリア属のうち西アフリカに見られるランゲ（Afzelia africana）、A. bipindensis、A. pachyloba の3種の材はまとめてアフゼリア、ドゥシエ（doussié、元はカメルーンでの呼称でドゥッシーとも）の名で呼ばれる。あるいはアパ（apa、元はナイジェリアでの呼称）やアフリカケヤキとも呼ばれ日本でも流通している。また東アフリカ産のアフゼリア・クアンゼンシス（A. quanzensis）の材は chamfuta として別扱いで販売される。
木目は通常はまっすぐ（通直）で素直だが交錯木理の場合も存在し、道管が大きい。辺材は淡黄白色の一方、心材は薄褐色と区別がはっきりしているが、この心材は空気に触れるとマホガニーを髣髴とさせる深みのある帯赤褐色（あるいはカリンを薄くしたような明るい印象を与える橙色から赤茶色）に変化する。材中に黄色または白色の堆積物を含み、シミを生じさせる場合がある。肌目は粗だが均一である。匂いは特に感じられない。
気乾比重は0.62-0.95と数値に幅があり、硬さにもばらつきが見られる。人工乾燥は順調であるが生材からの乾燥は非常に遅く、裂けや細かな割れがあるとそれらが広がってねじれを生む場合もある。ただ乾燥さえすればチーク（Tectona grandis）と並ぶほどの高い寸度安定性を見せる。強度が高く、耐久性・安定性ともに抜群に良い。逆目があるが加工しやすく、刃先を鈍磨させる性質は中庸で、接着性も問題が生じることがある。ロクロでは繊維の影響を受けながらもサラサラと挽くことができる。蒸している間にねじれを生じ樹脂を滲出させるため基本的に蒸し曲げには適さないが、chamfuta に限っては小さい半径で曲げることができる。肌目が粗のため、表面を滑らかに仕上げるためには目止め材が必要となる。
耐久性や耐水性が高くてシロアリにも強い性質を持つことからウッドデッキ・ウッドフェンス・構造材・ドア・窓枠、はては寺社の門柱に至るまで屋外施設の素材として用いられることが多い。ほかにも階段・銀行等のカウンター・船の横木・学校や事務所用の家具やガーデンファニチャー・大型建造物・造船・橋梁・公共建造物の床材といった場所にも用いられ、研究室の実験台・酢酸等の化学薬品用を入れることが可能な桶や搾り樽のような特殊な用途にも適している。東南アジア島嶼部で得られるチンダロ（A. rhomboidea）の材は、フィリピン・セブ島に到達したマゼランが打ち込んだと伝えられる十字架が治癒効果があると信じる人々によって削り取られることを避けるための覆いに使用されている。

## 種

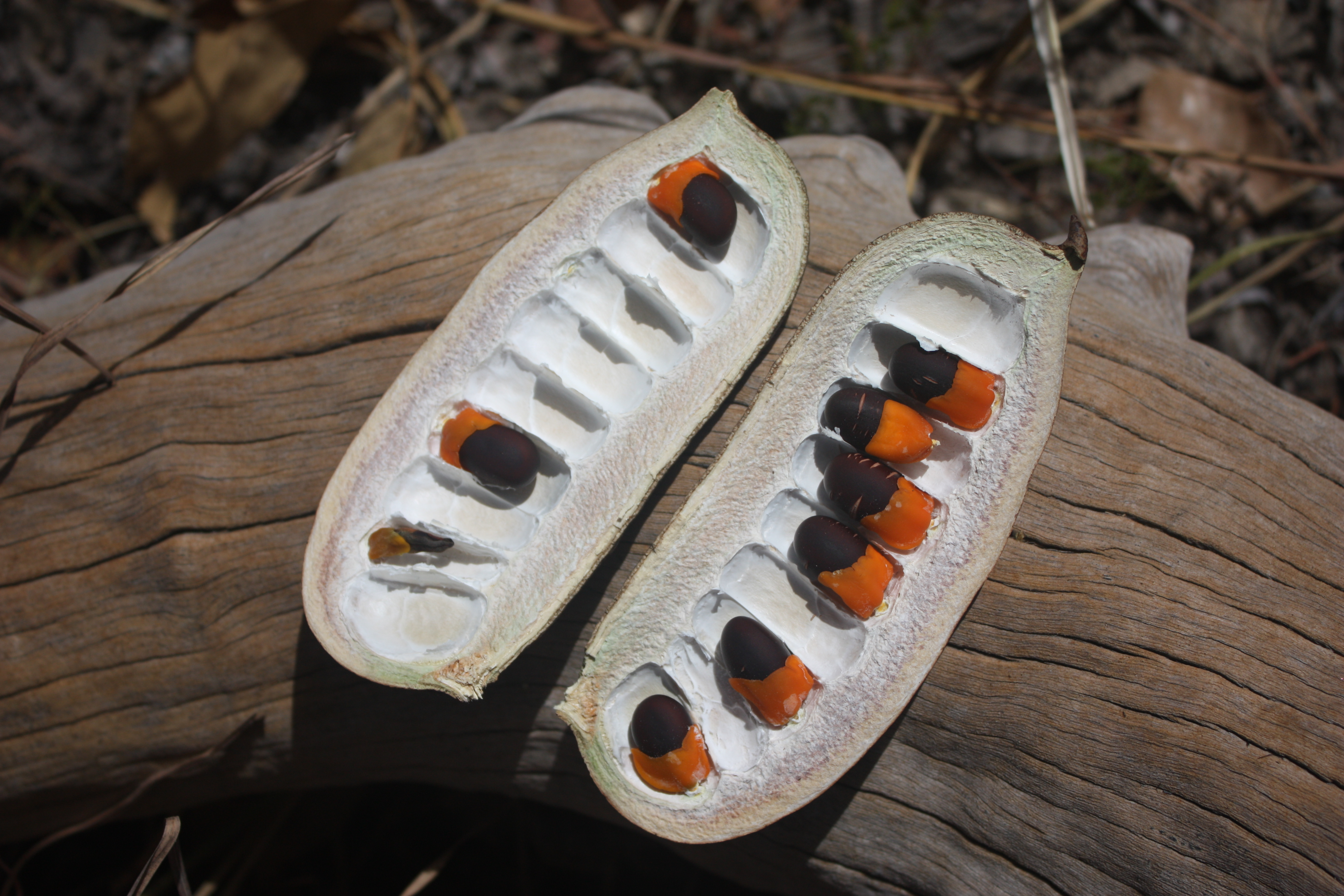
ランゲ（Afzelia africana）

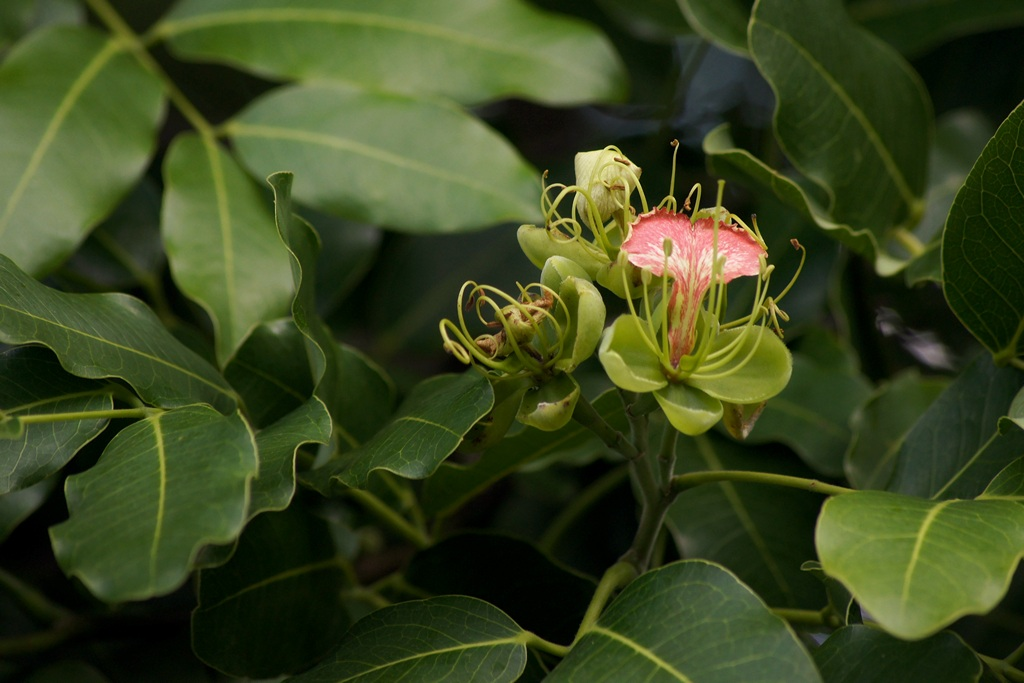
アフゼリア・クアンゼンシス

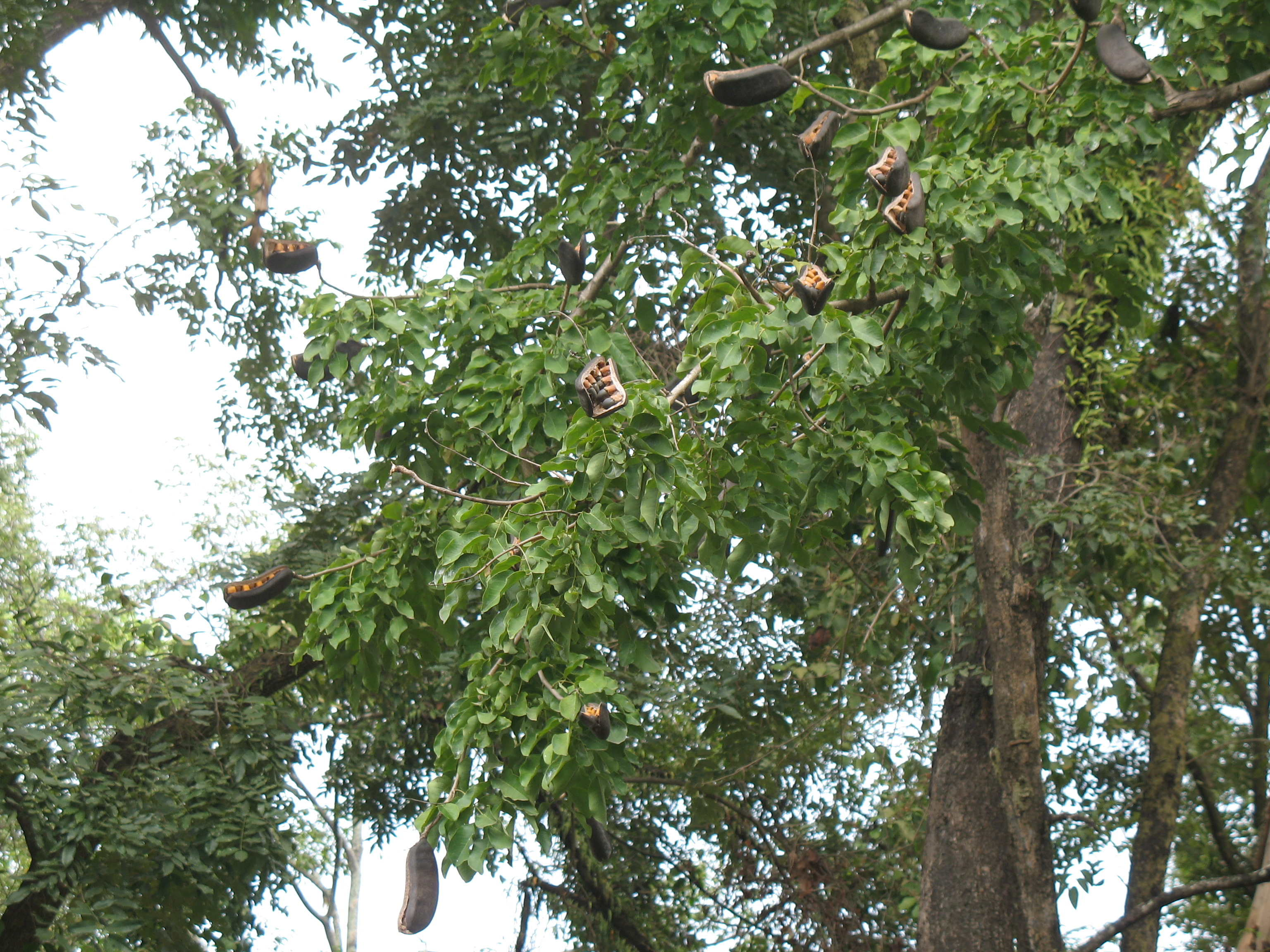
ベン（A. xylocarpa）

Plants of the World Online では以下のような種が認められている。
- Afzelia africana Sm. ex Pers. ランゲ（バンバラ語: lingué[10]、danga）- 西アフリカのセネガルから東はスーダン・ウガンダ・コンゴ民主共和国にかけて分布。
- Afzelia bella Harms - ギニアからコンゴ民主共和国にかけて分布。
- Afzelia bipindensis Harms - ナイジェリアからアンゴラにかけてとコートジボワールに分布。フランス語では doussié rouge〈赤いドゥシエ〉と呼ばれる[4]。
- Afzelia cambodensis Hance - カンボジア固有種。
- Afzelia javanica (Miq.) J.Léonard - ジャワとスマトラに分布。
- Afzelia martabanica (Prain) J.Léonard - ミャンマー固有種。ビルマ語名: ပျဉ်းပိတောက် /pjɪ́m bədaʊʔ/
- Afzelia pachyloba Harms - ナイジェリアからコンゴ民主共和国にかけて分布。フランス語では doussié blanc〈白いドゥシエ〉と呼ばれる[4]。
- Afzelia parviflora (Vahl) Hepper（シノニム: A. bracteata Vogel ex Benth.）- ギニアからコートジボワールにかけてとアンゴラに分布。
- Afzelia peturei De Wild. - コンゴ民主共和国とザンビアに分布。
- Afzelia quanzensis Welw. アフゼリア・クアンゼンシス[1] - ソマリア・ケニア・コンゴ民主共和国以南に分布。タンザニアのニャムウェズィ語やサンバー語では mkola、同国のサンバー語とスワヒリ語で mbambakofi[11]、モザンビークでは mussacossa、ポルトガル語では chanfuta という[4]。
- Afzelia rhomboidea (Blanco) Fern.-Vill.（シノニム: Pahudia borneensis (Harms) Merr.、Pahudia rhomboidea (Blanco) Prain）チンダロ（フィリピン名: tindalo）、イピルダラット（ボルネオ名: ipil darat）- スマトラ、ジャワ、ボルネオ、フィリピンに分布。
- Afzelia xylocarpa (Kurz) Craib（シノニム: Pahudia cochinchinensis ）ベン（クメール語: បេង）- 東南アジア大陸部に分布。

これらのほかにインド固有種の Afzelia coriacea Baker という分類名も見られるが、その原記載文献はマレー半島などに見られるセプチールリチン（マラヤ名: sepetir lichin; 学名: Sindora coriacea Prain）と同じく Intsia coriacea Maingay ex Prain をシノニムとしている。